# Emilio de Villota
Emilio de Villota Ruíz (Madrid, 26 de julho de 1946) é um ex-automobilista da Espanha. Era pai da piloto María de Villota.

## Vida pessoal
Emilio é pai de Emilio de Villota Jr., que competiu na Fórmula Palmer Audi, e da também  piloto automobilístico María de Villota, que até 2012 corria como reserva da equipe Marussia. María morreu em Sevilha, Espanha, em 11 de outubro de 2013.

## Fórmula 1[2]
| Ano  | Nome Oficial da Equipe  | Chassis       | Motor                | 1   | 2   | 3   | 4        | 5         | 6         | 7         | 8        | 9         | 10       | 11       | 12        | 13  | 14       | 15  | 16  | 17  | Pontos | Posição  |
| ---- | ----------------------- | ------------- | -------------------- | --- | --- | --- | -------- | --------- | --------- | --------- | -------- | --------- | -------- | -------- | --------- | --- | -------- | --- | --- | --- | ------ | -------- |
| 1976 | RAM Racing              | Brabham BT44B | Ford Cosworth DFV V8 | BRA | RSA | USW | ESP NQ G | BEL       | MON       | SUE       | FRA      | ING       | ALE      | AUT      | HOL       | ITA | CAN      | USE | JAP |     | -      | -        |
| 1977 | Iberia Airlines         | McLaren M23   | Ford Cosworth DFV V8 | ARG | BRA | RSA | USW      | ESP 13º G | MON       | BEL NQ G  | SUE NQ G | FRA       | ING NQ G | ALE NQ G | AUT 17º G | HOL | ITA NQ G | USE | CAN | JAP | 0      | NC (40º) |
| 1978 | Centro Asegurador       | McLaren M23   | Ford Cosworth DFV V8 | ARG | BRA | RSA | USW      | MON       | BEL       | ESP NQ G  | SUE      | FRA       | ING      | ALE      | AUT       | HOL | ITA      | USE | CAN |     | -      | -        |
| 1981 | Equipe Banco Occidental | Williams FW07 | Ford Cosworth DFV V8 | USW | BRA | ARG | SMR      | BEL       | MON       | ESP EXC M | FRA      | ING       | ALE      | AUT      | HOL       | ITA | CAN      | LVG |     |     | -      | -        |
| 1982 | LBT Team March          | March 821     | Ford Cosworth DFV V8 | RSA | BRA | USW | SMR      | BEL NPQ P | MON NPQ A | USE NQ A  | CAN NQ A | HOL NPQ A | ING      | FRA      | ALE       | AUT | SUI      | ITA | LVG |     | -      | -        |

### 24 Horas de Le Mans[3]
| Ano  | Equipe                                        | Nº | Co-Pilotos                     | Chassi                             | Pneus | Classe | Voltas | Posição | Posição Na Categoria |
| Ano  | Equipe                                        | Nº | Co-Pilotos                     | Motor                              | Pneus | Classe | Voltas | Posição | Posição Na Categoria |
| ---- | --------------------------------------------- | -- | ------------------------------ | ---------------------------------- | ----- | ------ | ------ | ------- | -------------------- |
| 1981 | Team Lola                                     | 18 | Guy Edwards Juan Fernández     | Lola T600                          | G     | S +2.0 | 287    | 15º     | 3º                   |
| 1981 | Team Lola                                     | 18 | Guy Edwards Juan Fernández     | Ford Cosworth DFL 3.3L V8          | G     | S +2.0 | 287    | 15º     | 3º                   |
| 1982 | Grid Racing                                   | 37 | Desiré Wilson Alain de Cadenet | Grid Plaza S1                      | D     | C      | 7      | DNF     | DNF                  |
| 1982 | Grid Racing                                   | 37 | Desiré Wilson Alain de Cadenet | Ford Cosworth DFL 3.3L V8          | D     | C      | 7      | DNF     | DNF                  |
| 1986 | Danone Porsche España John Fitzpatrick Racing | 33 | Fermín Velez George Fouché     | Porsche 956B                       | G     | C1     | 349    | 4º      | 4º                   |
| 1986 | Danone Porsche España John Fitzpatrick Racing | 33 | Fermín Velez George Fouché     | Porsche Type-935 2.6L Turbo Flat-6 | G     | C1     | 349    | 4º      | 4º                   |